# Felix Kurmayer
Felix Kurmayer (* 1964 in Wien) ist ein österreichischer Schauspieler.

## Leben
Felix Kurmayer studierte vom WS 1987/88 bis 1990 Schauspiel, Musical/Operette/Chanson am Konservatorium Wien – Privatuniversität der Stadt Wien. In Los Angeles (1994) absolvierte er außerdem eine Ausbildung zum Filmschauspieler an der University of California, Los Angeles (UCLA). Er wirkte in über 100 Theater- und Filmengagements in Österreich und Deutschland mit, darunter am Wiener Burgtheater unter Claus Peymann, am Landestheater St. Pölten, am Stadttheater Baden bei Wien, am Stadttheater Innsbruck, an der Kleinen Komödie in Wien und Graz, an der Freien Bühnen Wieden und an der Schaubühne Wien.
Im Sommer 1998 trat er bei den Sommerspielen Berndorf als Dr. Dorn in Drei Männer im Schnee auf. Von Jänner bis März 2000 spielte er am Wiener Ateliertheater die Rolle des Mortimer in Maria Stuart. In der Spielzeit 2003/04 spielte er im Theater-Center-Forum in Wien die Rolle des Theodor in Arthur Schnitzlers Schauspiel Liebelei; an seiner Seite Bruno Thost als alter Weiring. 2005 trat er am Wiener Ateliertheater als Hamlet auf.
Im Juni 2005 spielte er die Rolle des Fähnrichs Otto von Aigner in Schnitzlers Schauspiel Das weite Land in einer Produktion des Stadttheaters Baden bei Wien. Im Sommer 2005 gastierte er bei den Wachaufestspielen Weißenkirchen als Kellner Hans in Der Hofrat Geiger in einer Inszenierung von Erwin Strahl.
2006 spielte er bei den Schaubühne Wien den Friseur „Monsieur Marquis“ in Der Talisman. Felix Kurmayer tritt außerdem seit 2007 regelmäßig bei der Freien Bühne Wieden auf und gilt dort als „Publikumsliebling“. In der Spielzeit 2007/08 trat er an der Freien Bühne Wieden als Arthur Schnitzler in der Theater-Collage Schnitzler und das süße Mädel von Gerald Szyszkowitz auf.
Im Sommer 2009 gastierte er beim Schloss Weitra Festival als Hans Ödenburg (im Original: Algernon Moncrieff) in Ernst muss man sein nach Oscar Wilde. Im September 2009 trat er, unter der Regie von Bruno Thost, bei den Freilichtspielen Seelbach als hübscher, aber einfältiger Christian von Neuvillette in Cyrano de Bergerac auf.
2010 spielte er bei der Schaubühne Wien die Hauptrolle des Kommissars Wembury im Theaterstück Der Hexer von Edgar Wallace. Im Sommer 2010 gastierte er beim Schloss Weitra Festival als „schöner“ Arthur in dem Lustspiel Adel verpflichtet von Karl Farkas, in einer Inszenierung von Felix Dvorak. 2011 trat er beim Schloss Weitra Festival als Student Hans von Winternitz in dem Lustspiel Charleys Tante auf. Im Sommer 2013 gastierte bei den Sommerspielen Schloss Sitzenberg als Fürst Egon Ravenstein in Komtesse Mizzi.
Von 2014 bis 2020 übernahm Felix Kurmayer bei den Wachaufestspielen Weißenkirchen die Rolle des guten Gesellen im Wachauer Jedermann; mit Waltraut Haas als Jedermanns Mutter.
Im Sommer 2014 spielte Kurmayer bei den Sommerspielen Schloss Hunyadi in Maria Enzersdorf den eleganten, aber höchst undurchsichtigen „Herrn aus Rom“ in der Uraufführung des Stücks Ungehorsam? Um Gottes Willen!. Im Juni 2015 trat Kurmayer bei den Sommerspielen Schloss Hunyadi als Dr. Ebenwald (Professor für Chirurgie) in Schnitzlers Schauspiel Professor Bernhardi. Im September/Oktober 2015 gastierte er mit der Professor Bernhardi-Produktion an der Freien Bühne Wieden. Im Sommer 2016 übernahm er bei den Sommerspielen Schloss Hunyadi, an der Seite von Johannes Terne als Fabrikant Friedrich Hofreiter, die Rolle des Bankiers Natter in Schnitzlers Schauspiel Das weite Land.
Kurmayer spielte auch mehrere Filmrollen, meist in österreichischen Produktionen. Seine Filmkarriere begann mit dem Engagement in Thomas Pluchs preisgekrönten Mehrteiler Das Dorf an der Grenze (4. Teil) unter der Regie von Peter Patzak. Im August 2012 war Felix Kurmayer in der Krimi-Serie SOKO Kitzbühel in einer Episodenrolle zu sehen; er spielte den Krippenbauer Kilian Hochleitner. Im März/April 2016 war Felix Kurmayer in der ZDF-Serie Die Rosenheim-Cops in drei Folgen zu sehen; er spielte den Frankfurter Galeristen Bernhard Abel, den Lebensgefährten der neuen Aushilfs-Kommissarin Verena Danner (Katharina Abt).
Neben seiner Arbeit als Schauspieler ist Felix Kurmayer auch als Studiosprecher und als Rhetoriktrainer für internationale Konzerne tätig. Felix Kurmayer lebt in Wien.

## Filmografie
- 1993: Mareks Fälle: Mord im Wald (Fernsehfilm)
- 1993: Das Dorf an der Grenze (Fernsehfilm)
- 1994: Mein Freund, der Lipizzaner (Fernsehfilm)
- 2012: SOKO Kitzbühel (Fernsehserie, Folge: Grabesstille)
- 2016: Die Rosenheim-Cops (Fernsehserie, Seriennebenrolle; 3 Folgen)